# 瓦莱塔防御工事
瓦莱塔防御工事是指马耳他首都瓦莱塔城墙和其他防御工事。第一个建成的防御工事是1552年的聖埃爾莫要塞。1566年，让·德·瓦莱特又陸續建立瓦萊塔其他的防御工事。1856年，拉斯卡里斯堡完工後瓦萊塔防禦工事基本不再新建。現今大部分瓦萊塔防御工事都完好无损。
瓦萊塔防禦工事影響了歐洲其他地區，盧森堡要塞部分地区的设计可能就來源自瓦莱塔防御工事。現今瓦莱塔防御工事已成为联合国教育、科学及文化组织世界遗产的一部分。